# بایان‌اوندور (بایان‌خونغور)
بایان‌اوندور (به لاتین: Bayan-Öndör) یک منطقهٔ مسکونی در مغولستان است که در استان بایان‌خونغور واقع شده‌است.